# Ауэр, Миша
Миша Ауэр (англ. Mischa Auer, при рождении Михаил Семёнович Унковский; 17 ноября 1905 — 5 марта 1967) — американский актёр российского происхождения. Номинант на «Оскар» (1937), первый в истории актёр российского происхождения, номинированный на эту премию.

## Ранние годы
Миша Ауэр родился в Санкт-Петербурге 17 ноября 1905 года. Его матерью была Зоя Львовна Ауэр (в браке Унковская, 1875—1918), старшая дочь Леопольда Ауэра, известного скрипача и дирижёра. Муж оставил Зою Унковскую в 1903 году, уехав в Германию, чтобы жениться на её младшей сестре Марии. Обычно в биографиях Михаила Ауэра пишется, что его отец, морской офицер, погиб на русско-японской войне. Семён Иванович Унковский, муж Зои Ауэр и сын адмирала И. С. Унковского, действительно был морским офицером, но умер он в 1921 году.
Вскоре после начала массовой эмиграции, вместе с потоком беженцев, двенадцатилетний Миша с матерью в 1918 году оказываются в Константинополе. Зоя Леопольдовна ухаживала за больными в русском госпитале. Там она заразилась тифом и умерла. Михаил начал бродяжничать и каким-то образом ему удаётся уехать в Италию, где его случайно встретила бывшая ученица его именитого деда. Она отвела его в русское советское правительственное бюро. Оттуда послали запрос в США Леопольду Ауэру. Вскоре Миша был на пароходе, плывущем в Америку. Там старший Ауэр принял его в семью и вырастил.
Михаил Ауэр окончил Нью-Йоркскую школу этической культуры по классу скрипки и фортепиано, но выбрал карьеру актёра. В 20 лет он сыграл эпизодическую роль в бродвейской постановке по пьесе Г. Ибсена «Дикая утка». Через несколько лет дед через знакомых устраивает Мише дебют в кино.

## Кинокарьера
Театральную карьеру начал в еврейском театре Берты Калиш на идише в Нью-Йорке (1926—1928). Дебют Миши Ауэра состоялся в 1928 году в фильме Фрэнка Татла «Что-нибудь всегда случается».
В кино он часто играл в амплуа «Mad Russian». Сначала в основном только эпизодические роли, иногда снимаясь в пятнадцати фильмах в год. Впервые запомнился зрителям после фильма «Клайв индийский» (1935), где сыграл местного правителя-тирана. А уже в 1937 году номинировался на «Оскар» в категории «Лучшая мужская роль второго плана» за роль Карло в фильме «Мой слуга Годфри» (1936),  главные роли в котором сыграли Уильям Пауэлл и Кэрол Ломбард.
Хотя Ауэр часто получал небольшие роли, он при этом почти всегда снимался со звёздами первой величины. Актер побывал на одной съёмочной площадке с Гретой Гарбо и Фредериком Марчем в «Анне Карениной», Кэрол Ломбард и Фредом МакМюррэем в фильме «Принцесса пересекает океан», Марлен Дитрих и Джеймсом Стюартом в «Дестри снова в седле», Диной Дурбин в нескольких фильмах, Хелен Бродерик и Дугласом Фэрбенксом-младшим в «Гневе Парижа», Джанет Макдональд и Эдди Нельсоном в «Возлюбленных», Джинджер Роджерс в фильме «Леди в ночи», Тото в фильме «Что случилось с крошкой Тото?», Джоном Уэйном и многими другими. Он работал с Орсоном Уэллсом и Фрэнком Капрой.
За свою сорокалетнюю карьеру Миша Ауэр снялся более чем в ста семидесяти фильмах.
Миша Ауэр умер в Риме 5 марта 1967 года на 62-м году жизни от болезни сердца. Похоронен в штате Нью-Йорк США.

## Личная жизнь
- Первая жена (1931—1940) — Норма Тиллман; сын Энтони и приёмная дочь Зоя (Zoe).
- Вторая жена (1941—1950) — Джойс Хантер, двое приёмных детей.
- Третья жена (1950—1965) — Сьюзан Калиш (1929—?), дочь Мишел (в замужестве Литвинова, род. 1951).
- Четвёртая жена (1965—1967) — Элиз Соул.

## Награды
1937 — номинация на премию «Оскар» в категории «Лучшая мужская роль второго плана» за фильм «Мой слуга Годфри».

## Избранная фильмография
- 1928 — «Что-нибудь всегда случается» — Кларк
- 1930 — Представьте себе
- 1930 — «Армейский парад» — Туг
- 1931 — «Нет предела» — Ромео
- 1931 — «Король диких» — принц Дакка
- 1934 — Ответный ход Бульдога Драммонда — Хассан
- 1935 — Приговорённый к жизни / Condemned to Live — горбун Зэн
- «Клайв индийский» (1935) — Сурай Уд Доула
- «Крестовые походы» (1935) — Монк
- «Принцесса пересекает океан» (1936) — император Моревич
- «Мой слуга Годфри» (1936) — Карло
- «Веселый Десперадо» (1936) — Диего
- «Три милые девушки» (1936) — граф Аристид
- «Эта девушка из Парижа» (1936) — Буч
- «Сто мужчин и одна девушка» (1937) — Михаил Бородов
- «Гнев Парижа» (1938) — Майк Лебедович
- «С собой не унесешь» (1938) — Потап Потапович Коленков
- «Возлюбленные» (1938) — Лео Кронк
- «Дестри снова в седле» (1939) — Борис
- «Семь грешников» (1940) — Саша Менкен
- «Нью-орлеанская возлюбленная» (1941) — Золотов
- «Всё кувырком» (1941) — Пепи
- «Леди в ночи» (1944)
- «Королевский скандал» (1945) — капитан Суков
- «Миллионы Брюстера» (1945) — Михаил Михайлович
- «И не осталось никого» (1945) — принц Ники Старлов
- 1948 — София — Али Имагу
- «Служебная лестница» (1954) — Николас Пучков
- «Невыносимый господин Болтун» (1955) — писатель
- «Будущие звезды» (1955) — Бергер
- «Шелест» (1955) — великий герцог Алексей
- «Мистер Аркадин» (1955) — профессор
- «Строптивая девчонка» (1956) — Игорь
- «История в Монте-Карло» (1957) — Гектор
- «Натали» (1957) — Кирилл Боран
- «Рождество, которого почти не случилось» (1966) — глава эльфов Джонатан